# 제임스 새비지 (은행가)

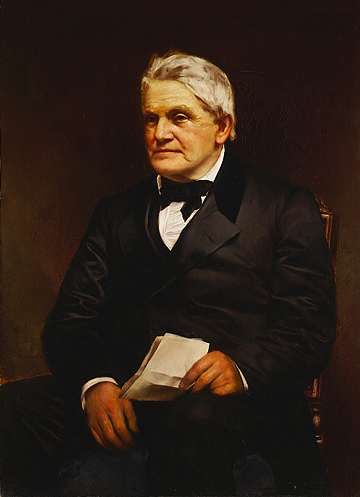

제임스 새비지(James Savage, 1784년 ~ 1873년)는 미국의 은행가이자 저자이다. 1816년 미국 최초의 저축은행인 보스턴 저축은행의 설립의 아버지들 중 한 명이었다.
1784년 6월 13일 매사추세츠주 보스턴 윈터가에서 태어났다. 윌리엄 바턴 로저스가 매사추세츠 공과대학교를 설립하는데 일조했다.
《존 윈스럽의 1630∼1649년의 뉴잉글랜드사》(John Winthrop's History of New England from 1630 to 1646)의 출판 준비를 도왔다. 1860년, 《농민등기부에 기초한 뉴잉글랜드 식민지 건설기의 식민자의 가계사전》(Genealogical Dictionary of the First Settlers of New England)을 출판했다.
1873년 3월 8일 보스턴에서 사망했다.